# Bouillé-Courdault

Bouillé-Courdault este o comună în departamentul Vendée, Franța. În 2009 avea o populație de 469 de locuitori.